# مشکل محدودیت
مشکل محدودیت (به انگلیسی: Trouble Bound) فیلمی محصول سال ۱۹۹۳ و به کارگردانی جفری رینر است. در این فیلم بازیگرانی همچون پاتریشا آرکت، بیلی باب تورنتون، مایکل مدسن، سال جنکو و جینجر لین ایفای نقش کرده‌اند.